# Beaumont (Texas)
Beaumont je město v americkém státě Texas, a také správním střediskem okresu Jefferson County. Městem protéká řeka Neches a nachází se asi 150 kilometrů od nejlidnatějšího města Texasu, Houstonu. Podle sčítání lidu v roce 2020 zde žilo 115 282 obyvatel.
Město zažilo rychlý růst v roce 1901, kdy byly objeveny zásoby ropy. Nejdůležitějšími odvětvími průmyslu jsou ropné rafinérie, chemické továrny a papírenský průmysl.
Beaumont je domovem univerzity Lamar University.